# Mustafabad
Mustafabad är en ort (census town) i distriktet North East i National Capital Territory of Delhi i Indien. Den är en förort till Delhi och hade 127 167 invånare vid folkräkningen 2011.